# Produit net agricole
Le produit net agricole est la différence entre la production d'une terre et les moyens de subsistance nécessaires à la production agricole.

## Histoire
Le concept de produit net agricole est apparu dans la seconde moitié du XVIIIe siècle sous la plume des auteurs du mouvement physiocratique comme François Quesnay, Victor Riqueti de Mirabeau, l'abbé Nicolas Baudeau, l'avocat Guillaume-François Le Trosne, le juriste Pierre-Paul Lemercier de La Rivière de Saint-Médard ou Pierre Samuel du Pont de Nemours. Le produit net devient alors un pilier de leur pensée économique nécessaire à leur réforme fiscale. Les physiocrates sont en effet favorables à la mise en place d'un impôt unique sur le produit net des terres.

## Principe
La notion de produit net agricole s'oppose à la notion de produit brut qui ne prend pas en compte les coûts nécessaires à la production.
Dans la théorie du produit net, si un propriétaire foncier cultive une terre en employant une personne et qu'il rémunère cette personne de 2 tonnes de subsistance sur une année et que sur cette même année ce propriétaire foncier produit 5 tonnes de produits agricoles à partir de cette même terre, alors le propriétaire foncier obtient une production de 3 tonnes que l'on appelle produit net agricole ou surplus.
Le produit net ou surplus agricole provient donc du fait que la terre produit sans contrepartie directe, car on ne rémunère pas la terre.